# Гаївці (Марківська сільська рада)
Гаївці (біл. вёска Гаеўцы) — село в складі Молодечненського району Мінської області, Білорусь. Село підпорядковане Марківській сільській раді, розташоване в західній частині області.